# マリンパル女川
マリンパル女川おさかな市場（マリンパルおながわおさかないちば）は、宮城県牡鹿郡女川町浦宿浜篠浜山2に所在していた商業施設である。

## 概要
2011年（平成23年）3月11日に発生した東日本大震災による津波で旧マリンパル女川が壊滅的な被害を受け、休業中であったが、
同年10月7日、物販部門「おさかな市場」を女川町浦宿浜に移転し、営業を再開した。マリンパル女川事業協同組合は2016年8月に解散した。
入居していた店舗は移転や自立再建し、マリンパル女川はなくなったが、2020年1月現在、マリンパル女川が所在していた建物内で1店舗の海産物店が営業中である。2022年4月海産物店は閉店した。

## 旧マリンパル女川
マリンパル女川（マリンパルおながわ）は、東日本大震災により被災し解体されるまで宮城県牡鹿郡女川町鷲神浜字鷲神229および230に所在していた女川町営の観光物産施設である。

### 旧施設の概要
1994年（平成6年）に女川町の鷲神浜字鷲神229および230に設立された観光物産施設。水産観光センター『シーパルI』、水産物流通センター『シーパルII』（通称「おさかな市場」）の2つの建物が存在していた。
『シーパルI』は2007年（平成19年）にリニューアルオープン。
立地はミヤコーバス女川海岸バス停から程近い、女川漁港の目の前に建てられていた。
設立されて以降、長らく女川町の観光拠点として象徴的な建物であったが、2011年（平成23年）3月11日に女川町を襲った東日本大震災の津波により当施設の建物は壊滅的な被害を受けた。その後地震による地盤沈下の影響もあり、2012年（平成24年）3月に解体工事が開始された。
また、女川町を襲う巨大津波の様子を当施設の屋上から撮影した写真や動画が残っている。

### 沿革
- 1989年、マリンパル女川用地の埋め立て予算が計上される[9]。財源は電源三法交付金から拠出された[10]。

- 1994年、マリンパル女川が開業[9]。

- 2007年、シーパルIがリニューアルオープン[9]。

- 2011年、東日本大震災により被災[9]。

- 2012年、被災した建物の解体が完了[6][14]。

#### 設立までの経緯
マリンパル女川が設立される前の女川町では、古来より主力産業としてきた水産業を取り巻く状況が昭和40年代以降、連年のように悪化の一途を辿っていたという背景があった。その状況悪化の背景には、女川町の基幹産業が漁船漁業や原発事業等を主としており、その様な環境下において、特殊技能や世襲的な漁業権などを要求される閉鎖的な労働市場が形成されていたことが関連していると指摘された。
その閉鎖的な労働市場は雇用集積を生むことができず、町人口（特に若年層人口）の減少や高齢化の急進といった町内人口の全体的な規模縮小を助長した。これが町内需要の減少に繋がり、延いては女川町における水産業関連の商規模縮小を引き起こした。この様な要因が、上述した水産業状態に悪影響を与えていた。
その上、水産業の状況悪化に並び、町内への宿泊客が著しく減少していたという観光業の状況変化も報告されていた。古くは金華山詣の参拝客や釣り人が町内の宿泊施設に宿泊客として入っていたが、自動車アクセスの改善に伴って女川町で宿泊する必要がなくなり、結果として観光客の呼び込み数の減少にも繋がってしまっていた。
こういった数多くの背景から女川町は新たな産業を開拓する必要に迫られたため、議会が「水産業を基盤とした観光業」を新たな柱として育成することを決定した。
この決定を受け、電源三法交付金を活用して中核となる水産観光センター「シーパルⅠ」の建設が決定、更に観光客向けの水産物流通センター・販売店舗の「シーパルⅡ」を併設し、2つの施設からなる観光物産施設「マリンパル女川」が1994年に設立された。

#### 施設全体の沿革(設立後)
設立当初は水産観光センターのシーパルⅠが、観光情報の発信の業務を実施するなど、観光客集客の主力・核施設として位置付けされ、シーパルⅡはあくまでもシーパルⅠから誘導された観光客に向けて土産品等の販売を行う形の店舗であることを意識した運営がなされていた。
しかし、シーパルⅠが有料施設として開館したことで、設立初年度の観光客入場者数が運営者の女川町商工観光課が予測していた年間25万人を大きく下回る11万7000人ほどとなった。想定数を下回る傾向は次の2年度でも変わらず苦戦続きとなった。入場者数が伸び悩んだ要因として商工観光課は「知名度が上がらなかった」「展示物に統一されたコンセプトがなく入場者に意味が伝わらなかった」「映像リニューアルなどといった『施設の鮮度』を保つ取り組みが不足していた」という分析をしている。
このためシーパルⅠとシーパルⅡの集客力に関する立ち位置が逆転し、観光客の集客においてはシーパルⅡが主力施設の役割を担うこととなった。
これを受け、商工観光課はシーパルⅠへのテコ入れとして、情報紙やテレビ・ラジオなどのメディアを活用し広告を打ったり、女川町観光協会の協力のもと関東以北の旅行代理店、観光バス会社を訪問し観光キャラバンを実施するなどの積極的なPR活動を行った。加えて旅行代理店に抽選券や割引券の使用を許可する観光券契約を結ぶなどの取り組みも行いPR効果を引き出そうと工夫をしていた。結果としては、シーパルⅠの入場者数の減少ペースには歯止めをかけることに成功したものの、根本的な観光客増加の火付け役とはならなかった。
このような状況下で、更にシーパルⅠでは施設改革の必要性が見出だされた為、前に挙げられた『施設の鮮度』の維持を念頭に改善を始めることとなった。具体的な改善策では民間の経営感覚を取り入れることを目的とした「女川自由句（おながわじゅく）」という若年経営者たちの集まりを開き、そこで経営感覚の取り入れを行った。その集会により、「やりたいことを体験してもらう」という観光客の体験を重要視する施設整備案が挙がった。その後、ニューアルオープンが2007年4月に予定どおり執り行われた。
対してシーパルⅡは初年度より好調な傾向を呈し、設立計画当初の来館者予想30万人を上回る35万人もの客数を引き入れることに成功した。その後も来客数は横這いから微増傾向にあった。
入居店舗は15店舗のテナントと1店舗の飲食店で構成されており、開業以来入居店舗の撤退は震災前までは一つもない状況であった。しかし、このような好調なスタートを切ったシーパルⅡであったが、テナント店舗誘致の経緯は決して順調なものではなかった。
シーパルⅡはあくまでシーパルⅠからの観光客向けの「土産物店」として計画されていたことにより、地元向けの商店や日持ちしない鮮魚を取り扱う店などからメリットがあるのかと疑問を持たれてしまい、テナント確保が難航してしまった。それによって、最終的には15店舗中7店舗が水産加工品店、残りの8店舗が鮮魚店となった。
以上のテナント構成で開業・オープンしたシーパルⅡであったが、実際に観光客が来館すると、好評な反応がみられた品物は意外なことに女川町の新鮮な海鮮類であった。その理由として、マリンパル女川事業協同組合は女川沖で捕獲される様々な海鮮類は、切り身等の状態でしか見ることの無い観光客からは目新しく映り、加えて入居店舗の店主と客の活気付いたやり取りを行う雰囲気が魅力的に映ったのであろうという旨を述べた。
水産加工品の販売については、女川町は元々いくら良質な水産加工品を町内で生産していたとしても、その製品は大都市圏向けに出荷されてしまい、仕入れロットの規模が小さい町内の鮮魚店では扱えなかったという流通状況があった。その様な状況下でシーパルⅡが開業したことで町内でも規模の大きいロットの仕入れができるようになった為、女川町内産の水産加工品の流通及び町内工場で試作した新製品の早期販売が女川町内で可能にすることができるようになったという経緯がある。
PR活動やリピーター客の確保に関する施策については、シーパルⅠ同様に女川町観光協会協力のもと、16班の町内事業者で構成されたキャラバンを1週間毎に実施、年間巡回数は1,600箇所にも及んだ。その他の活動はシーパルⅡを参照されたい。
そして旧マリンパル女川は、東北地方太平洋沖地震に伴う津波（東日本大震災）による被災を受け、シーパルⅡのみ仮設店舗にて復活を果たしたものの、最終的には全テナントが撤退または閉店しその役割を終えた。

### シーパルI
『シーパルI』は、女川町の水産をテーマとしていた水産観光センターであり、「知の遊園地」というコンセプトを掲げていた。東日本大震災の被災前より少子高齢化の影響で人口が減り続けていた女川町の水産業を支えるため、女川町住民および外部地域からの観光客を呼び込む目的で設立された。
観光客を呼び込む施策の一環として女川町内の小中学生の入館料を無料化、加えて石巻地域の学生が長期休み、週末のときに「ゆうゆうパスポート」を適用し入館料を無料化した。その結果、シーパルIを訪れる客層が石巻地域の小中学生などで大半を占めるようになった。
有料入館者は1996年の約5万人でピークを迎え、以後減少続きとなっていたが、前述の施策により一時的ではあるものの2004年に再び5万人台まで回復した。また、無料入館者を含めた全入館者も2004年に最も多い10万人近くに達し、2007年のリニューアルオープン時には2番目に多いおよそ9万人が入館した。
営業時間は9:00～18:00の間で休館日は無し。入館料は大人が500円、高校生が300円、小中学生が200円、家族4人が1000円であった。
シーパルIの館内には、磯辺の魚に触れることのできる水族館「タッチプール」、女川湾に生息する生き物の3D実写映像「女川シアター」、体験コーナーの「カツオ一本釣り」や「ロープワークチャレンジ」、漁業についてや郷土の歴史等を紹介する「女川プラザ」などの展示がなされており、女川町の水産業や漁村文化が学べる地域学習の拠点となっていた。また、女川町出身の俳優である中村雅俊のコーナーが設けられていた。
女川町が運営していたため、女川町商工観光課が配備されており、女川町役場の分室としての役割も担った。ここに勤める職員はシーパルIの管理運営、町のイベントの企画（展覧会や誘客イベント）などの業務を行っていた。

#### 展示内容
| 1階                        |                  | 2階                | （女川プラザ）   |  | エントランス       |
| -------------------------- | ---------------- | ------------------ | ---------------- |  | ------------------ |
| 女川シアター               |                  | 操船体験施設室     | 女川漁業の発達史 |  | 女川沿岸の魚・生物 |
| 海洋ロマンワールド         | 名誉館長コーナー | ワカメ養殖         |                  |  |                    |
|                            | 女川ギャラリー   | 女川漁業の歴史民俗 |                  |  |                    |
| コミュニケーションラウンジ | サッパ船         |                    |                  |  |                    |
| トリックアート             | 創作民話         |                    |                  |  |                    |
|                            | ロープワーク体験 |                    |                  |  |                    |
| カツオ一本釣り体験         |                  |                    |                  |  |                    |
| カツオ節製造               |                  |                    |                  |  |                    |
| キンザケ養殖               |                  |                    |                  |  |                    |
| 魚アラカルト               |                  |                    |                  |  |                    |
| 海島                       |                  |                    |                  |  |                    |
| 鳴り砂                     |                  |                    |                  |  |                    |

### シーパルII
『シーパルII』は、水産品を提供していた水産物流通センターであり、「食の遊園地」というコンセプトを掲げていた。シーパルIと同様、女川町住民や外部地域からの観光客を呼び込む目的で設立された。特にシーパルIIは「石巻地域外などの外部地域から来訪する観光客の誘致」に大きく注力していた。理由はシーパルIIを設立した1994年（平成6年）当時、人口が1万人程であった町に対して水産商店が16店舗もあり、女川町住民だけでは立ち行かなくなるという懸念があったためである。
なお、開業後に実際に来館していた観光客の内訳は宮城県外からの観光客が3 - 4割、宮城県内からが6 - 7割、女川町民が2割程度を占めていた。更に隣接する石巻市や県内の仙台市からも週一から月一程の頻度で来訪するリピート客が確保されていた。
また、来客数確保に関する具体的な施策では、観光客に向けた施策として宅急便や保冷パックなどの持ち帰りを想定したサービスを行うと共に、リピート客に向けて水揚げ日が限られる商品の情報提供、漁業者から直接仕入れを行うといった商品の鮮度を保ったり、商品情報の広報、品揃えや価格設定を良好に保つための多角的な工夫が為されていた。
ここでは様々なイベントや販促活動が展開されており、例を挙げると下記の月例イベントなどがある。これらのイベントはシーパルIIの開設から遅れて6ヶ月後の1994年9月より組員の発案にて開始された。
1つのイベントにつき一店舗のテナントが主催を担当し、それを別のテナントが補佐する形で運営されていた。イベントには女川町の海産物が使用されており、カニやアサリ、サンマなどそれぞれの季節にあった旬の食材が用いられた。また、質や品数を充実させるだけでなくローカルテレビ局などマスコミの取材を受けることでより強い集客効果を得ていた。取り上げられた実績のあるメディアは宮城テレビ放送の「OHばんです」であり、一回/毎月の頻度で取り上げられていた。そこでは毎月第二土日にシーパルⅡで行われていたイベントが放送された。
建物の内部は1階が新鮮な魚介類や水産加工品を販売する15店舗のテナント市場、2階が海の幸をメインに食事ができるレストランで構成されていた。そこで提供される料理には女川町の特産品を使用したオリジナルメニューなどが含まれていた。特に秋刀魚料理を主として「女川ならでは」というアイデンティティーを表現していた店舗が多かった。
建物の眼前には共同広場が併設されており、そこでは本土の幹線から外れている女川町に多くの客を呼び寄せる目的で合同イベントが執り行われる等、積極的な誘客活動が見られた。
「マリンパル女川おさかな市場」または単に「おさかな市場」とも呼称され、現在のマリンパル女川おさかな市場につながった施設である。なお、マリンパル女川おさかな市場は2016年に解散しており、後継にあたる施設、地元市場ハマテラスが新たに開業した。

#### テナント
2008年時点で施設内に所在していたテナントは以下の通りである。
| 店舗名           | 提供品                     |
| ---------------- | -------------------------- |
| マルキチ阿部商店 | 加工食品                   |
| マルキ遠藤商店   | 切身加工品など             |
| 宮淵鮮魚店       | 鮮魚                       |
| 丸信遠藤鮮魚店   | 鮮魚                       |
| 平初鮮魚店       | 魚介類                     |
| 海逢             | 鮮魚                       |
| 海鮮山昭         | 魚卵（おもにスジコ）       |
| 菅井商店         | 鮮魚                       |
| 兼宮商店         | 乾物、珍味                 |
| Ｙ．Ｋ水産魚河岸 | 鮮魚                       |
| 片倉商店         | 海産物（おもにウニとホヤ） |
| 夢海船           | 鯨製品                     |
| 平正鮮魚店       | 鮮魚                       |
| 高政             | 笹蒲鉾                     |
| いかや           | 水産加工品や弁当など       |
| 古母里           | 魚を用いた和・洋食         |

#### イベント
イベントは毎月、第二土・日曜日に開催されていた。ここでは2010年度に毎月行われていたイベントを以下に挙げる。
| 月   | 名称                   | 主催           |
| ---- | ---------------------- | -------------- |
| 1月  | たら祭り               | 海逢           |
| 2月  | あんこう祭り           | 平初鮮魚店     |
| 3月  | かに祭り               | いかや         |
| 4月  | 大創業祭（しらす祭り） | 夢海船         |
| 5月  | ほや祭り               | 平初鮮魚店     |
| 6月  | 銀鮭・かつお祭り       | マルキ遠藤商店 |
| 7月  | うに祭り               | 海逢           |
| 8月  | 夏祭り                 | 平正鮮魚店     |
| 9月  | さんま祭り             | 丸信遠藤鮮魚店 |
| 10月 | ほたて祭り             | 菅井商店       |
| 11月 | かき祭り               | 片倉商店       |
| 12月 | 年末大感謝祭           | -              |